# NGC 79
NGC 79 è una galassia ellittica situata nella costellazione di Andromeda a circa 270 milioni di anni luce di distanza dal nostro sistema solare.
È stata scoperta il 14 novembre 1884 dall'astronomo francese Guillaume Bigourdan. Ha una magnitudine apparente di 14,0.

## Gruppo di NGC 80
Secondo alcuni studi la galassia NGC 79 farebbe parte del Gruppo di NGC 80. Questo gruppo comprende le galassie NGC 80, NGC 81, NGC 84, NGC 86, IC 1541, IC 1548, MCG 01-02-10 (PGC 1384), CGCG 479-014B (PGC 1662109) e UCM 18+2216 (PGC 1671888).
Secondo il database NASA/IPAC, NGC 90 e NGC 93 formano una coppia di galassie interagenti e, data la loro distanza dalla nostra galassia, potrebbero anch'esse far parte del gruppo di NGC 80. Altri autori includono anche IC 1546 (classificata anche come NGC 85B) nel medesimo gruppo.